# جاستن ماكسويل
جاستن ماكسويل (بالإنجليزية: Justin Maxwell)‏ هو لاعب كرة قاعدة أمريكي، ولد في 6 نوفمبر 1983 في أولني في الولايات المتحدة.

## وصلات خارجية
- جاستن ماكسويل على موقع دوري كرة القاعدة الرئيسي (الإنجليزية)
- جاستن ماكسويل على موقع دوري كوريا الجنوبية لكرة القاعدة (الإنجليزية)
- جاستن ماكسويل على موقعبيزبول رفرنس.كوم (الدوري الرئيسي) (الإنجليزية)
- جاستن ماكسويل على موقعبيزبول رفرنس.كوم (الدوري الثانوي) (الإنجليزية)
- جاستن ماكسويل على موقع إي إس بي إن.كوم (أم.أل.بي) (الإنجليزية)
- جاستن ماكسويل على موقع مشجعي الرسوم البيانية (الإنجليزية)